# الکساندر لاکوستا
الکساندر لاکوستا (انگلیسی: Oleksandr Lakusta؛ زادهٔ ۸ اوت ۱۹۹۱) بازیکن فوتبال اهل اوکراین است.